# Нормативные кризисы развития
Нормати́вные кри́зисы разви́тия — переходные этапы возрастного развития, занимающие место между стабильными (литическими) возрастами.
В советской психологии понятие кризиса введено Л. С. Выготским и определяется как целостное изменение личности ребёнка, регулярно возникающее при смене (на стыке) стабильных периодов, обусловленное возникновением основных психологических новообразований.
В психологии существует множество подходов к определению и классификации возрастных кризисов развития.

## Понимание кризисов развития в советской и российской психологии

### Л. С. Выготский
Основы понимания кризиса были заложены Л. С. Выготским. Развитие — философская категория, которая всегда определяется как качественные изменения. Количественные изменения — просто накопление и наращивание всего того, что уже есть. Следовательно, развитие человека определяется качественными преобразованиями. Выготский, опираясь на идеи философии, представлял развитие человека как чередование периодов накопления и резких качественных скачков. Л. С. Выготский выделял стабильные (литические) и критические периоды развития (кризисы). В литические возраста происходит накопление и наращивание определённый функций, а кризис — это резкий скачок развития, период качественных преобразований. Основным содержанием критических периодов является перестройка социальной ситуации развития.. Также им был выдвинут постулат о том, что в этих периодах на протяжении очень короткого времени происходят резкие и капитальные сдвиги и переломы в развитии личности ребёнка.
Чередование литических и критический периодов — является основой динамики возраста, а также являются конструктами для построения возрастной периодизации.
К концу данного возраста ребёнок становится абсолютно другим существом. Это означает, что необходимо должна измениться социальная ситуация развития. Это происходит потому, что движущие силы развития ребёнка в каком- либо возрасте приводят к разрушению основы развития всего возраста, таким образом возникает необходимость аннулирования социальной ситуации развития. Так происходит переход развития к следующей возрастной ступени.
Противоречие является движущей силой развития, следовательно, кризисы являются движущей силой развития.
Кризисы, выделенные Л. С. Выготским:
- кризис новорожденности — отделяет эмбриональный период развития от младенческого возраста;
- кризис 1 года — отделяет младенчество от раннего детства;
- кризис 3 лет — переход к дошкольному возрасту;
- кризис 7 лет — соединительное звено между дошкольным и школьным возрастом;
- кризис подросткового возраста (13 лет).

### А. Н. Леонтьев
А. Н. Леонтьев внёс свой вклад в изучение кризисов психического развития. Он ввёл понятие ведущей деятельности. А. Н. Леонтьев утверждал, что каждая стадия развития ребёнка характеризуется определённым ведущим на данном этапе отношением ребёнка к действительности. Это отношение реализуется в ведущей деятельности. Таким образом, социальная ситуация развития опосредуется ведущей деятельностью. А. Н. Леонтьев постулирует, что именно изменение ведущего типа деятельности, то есть ведущего отношения ребёнка к действительному, является признаком перехода от одной стадии развития к другой.

### Л. И. Божович
Л. И. Божович в периодизации развития и выделении нормативных возрастных кризисов делала основной акцент на формирование личности. Предложенная ею периодизация опирается на такие понятия, как «социальная ситуация развития» и «новообразования». Л. И. Божович утверждает, что новообразование включает в себя аффективный компонент и является носителем побудительной силы. Поэтому центральное новообразование периода становится исходным для формирования развития личности ребёнка следующего возраста. Исходя из этого, Л. И. Божович предлагает рассматривать кризисы как переломные этапы онтогенетического развития личности. Кризисы возникают на стыке двух возрастов и означают завершение предыдущего этапа развития и начало следующего. У ребёнка появляются новые потребности, которые определяют взаимоотношения ребёнка с окружающей социальной действительностью, и таким образом, определяют ход дальнейшего развития, но родители не всегда могут считаться с новыми образованиями потребностной сферы. Эта депривация порождает противоречие, таким образом, можно утверждать о существовании кризисов. Л. И. Божович вслед за Л. С. Выготским выделяет кризисы : 1-го года жизни, кризис 3-го года жизни, кризис 7-ми лет, кризис подросткового возраста.

### Д. Б. Эльконин
На основе рассмотрения ведущих деятельностей каждого возраста, Д. Б. Эльконин приходит к выводу о том, что существуют две системы, в которых происходит развитие ребёнка: «ребёнок — общественный предмет» и «ребёнок — общественный взрослый». В первой системе происходит развитие операциональной, умственной сферы; а во второй — развитие потребностно-мотивационной, личностной сферы. Исходя из этого, он разбивает каждую эпоху на два периода. В первом периоде ведущей деятельностью является деятельность в одной системе, а во втором периоде — в другой. Д. Б. Эльконин выделил три эпохи развития : младенчество, детство и подростковый возраст.
Д. Б. Эльконин проанализировал идеи предшественников (идеи П. П. Блонского о существовании эпох и периодов, а также его идеи понимания развития как процесса качественных преобразований; идеи Л. С. Выготского о критических и литических возрастах , А. Н. Леонтьева и С. Я. Рубинштейн о движущих силах развития и о зависимости развития психики от ведущей деятельности; М. И. Лисиной, Л. И. Божович) и на основе данного теоретического базиса создал периодизацию психического развития ребёнка.
Каждый возраст характеризуется своей социальной ситуацией развития, ведущей деятельностью и новообразованиями. Д. Б. Эльконин выделил эпохи и периоды развития. Эпохи включают в себя два периода. Переходы между эпохами и периодами — кризисы. Кризисы между эпохами — «большие» кризисы, а между периодами — «малые» кризисы.
В каждом возрастном периоде развития ведущая деятельность ребёнка разворачивается в одной из двух систем, развитие другой системы запаздывает, поэтому в следующем периоде она станет ведущей, чтобы развитие шло гармонично. Те моменты, когда это расхождение принимает наибольшую величину, называются кризисами, то есть разница в развитии операциональной и мотивационной сферы. Это и есть закон детского развития, который Д. Б. Эльконин назвал законом периодичности.
Исходя из вышеизложенных постулатов, Д. Б. Эльконин составил периодизацию развития ребёнка, которая во многом схожа с периодизацией, созданной Л. С. Выготским:
- Кризис новорождённости
- Эпоха раннего детства (0-3 лет)
  - Период младенчества (2-12 мес.). Кризис кризис первого года жизни(малый кризис) — когда ребёнок начинает ходить, получает свободу в передвижении и возникают аффективно-заряженные мотивирующие представления, распад «пра-Мы» ;
  - Период раннего возраста (1-3 года). Кризис трёх лет (кризис «Я сам») — «большой» кризис, в котором происходит перестройка отношений ребёнка и взрослого в пользу автономии ребёнка.
- Эпоха детства
  - Период дошкольного возраста (3-7 лет). Кризис 6-7 лет («малый» кризис), в котором происходит утрата детской непосредственности, что является фундаментом для психологической готовности к школе;
  - Период младшего школьного возраста (7-11 лет): кризис 12 лет («большой» кризис), в котором происходит перестройка отношений со взрослыми, рождается особая форма самосознания — чувство взрослости.
- Эпоха подростничества:
  - Период младшего школьного возраста (12-15 лет); кризис 15 лет («малый» кризис), в котором формируется эго-идентичность, рождается индивидуальное самосознание;
  - Период старшего подросткового возраста (15-17 лет); кризис 17 лет («большой» кризис) — знаменует окончание эпохи подростничества и означает вступление во взрослость.

## Нормативные кризисы периодов взрослости
Изучением кризисов взрослых возрастов занимались в основном западные психологи. К. Юнг утверждал, что, если в детстве ведущим процессом был процесс социализации, то в зрелости доминируют процессы индивидуации личности. Нормативные возрастные кризисы развития имеют социально- историческую культурную природу и возникают только тогда, когда личность имеет право и возможность выбора своего пути. В Средневековье судьба в сфере профессии, семьи была предопределена, поэтому причины для возникновения кризиса середины жизни не было.Нормативные кризисы взрослых периодов имеют ряд особенностей.
1. Возникают реже, так как темп психического развития с возрастом снижается.
2. Они не имеют жёсткой привязки к хронологическому возрасту.
3. Протекают более осознанно и преимущественно во внутреннем плане.

Признанными нормативными возрастными кризисами зрелости считают:
1. кризис «вступления в раннюю зрелость» (17-22 года);
2. кризис 30 лет; кризис середины жизни (40-45 лет);
3. кризис (50-55 лет); кризис прекращения активной профессиональной деятельности и выхода на пенсию[4]. Также, Е. Е. Сапогова выделяет смерть как кризис индивидуальной жизни, как последнее критическое событие в жизни человека[8].

### Нормативные кризисы в исследованиях Д. Левинсона
Дэниел Левинсон провел крупное исследование на взрослой выборке; его участниками являлись 40 мужчин в возрасте от 35 до 45 лет, выбранные из различных этнических и профессиональных групп. В течение нескольких месяцев эти люди занимались самонаблюдением. Параллельно с этим изучались биографии известных людей, с целью проследить их жизненный путь и момент перехода во взрослость.
Д. Левинсон и его коллеги определили три основных этапа жизни мужчин, которые сходны с моделью роста у женщин. Каждый из этапов длится примерно 15-25 лет. Особое внимание Д.Левинсон уделял исследованию периода от 35 до 45 лет. Левинсон выделяет 4 этапа жизни: этап предвзрослости (0-22 года), этап ранней взрослости (17-45 лет), этап средней взрослости (40 65 лет), этап поздней взрослости (60 и далее)..
Левинсон выделил переходы:
1. к ранней взрослости — 17 — 22 года;
2. переход 30-летия — 28- 33 года ( осознание взрослости, понимание правил: "делай и ты получишь", есть 2 хочу, "учеба важнее", "главное твои способности и учения отца" );
3. переход средней взрослости — 40- 45 лет;
4. переход 50-летия — 50- 55 лет;
5. переход к поздней взрослости — 60-65 лет.

Переходные периоды являются стрессовыми, так как в это время цели, ценности и образ жизни подвергаются пересмотру и переоценке.
Кризисы развития происходят только в случае возникновения трудностей у человека в какой-либо из этих периодов. В мужских и женских выборках модель роста включала в себя критический период примерно в возрасте 30 лет, во время сомнений, неудовлетворенности, когда карьерные цели и жизненный уклад подвергаются пересмотру. Также исследования показали, что переходы и кризисы у женщин больше связаны с такими событиями как рождение детей или их отделение от мамы, чем с возрастом.
Д. Левинсон при рассмотрении кризиса «вступления в раннюю зрелость» (17-22 года), выделяет две главные задачи этого периода : сепарация (отделение) от родителей и поиск своего места во взрослом обществе. Важнейшей задачей является создание «мечты» как идеальной модели жизненной структуры личности.
Хавигхерст выделил следующие задачи развития в юношеском возрасте:
1. Принятие собственной внешности и умение эффективно использовать своё тело, то есть умением осмысленно управлять своим телом;
2. Усвоение половой роли;
3. Установление отношений с ровесниками обоих полов на более зрелом уровне;
4. Завоевание эмоциональной независимости от родителей и других взрослых;
5. Подготовка к профессиональной карьере;
6. Подготовка к браку и семейной жизни;
7. Формирование социально- ответственного поведения;
8. Построение системы ценностей и этического сознания, которые являются ориентирами собственного поведения.

Кризис 30-ти лет возникает тогда, когда «Мечта», воплощённая в жизненной структуре, превосходит возможности её реального воплощения…", поэтому Левинсон называет этот кризис как «кризис первого подведения итогов». В этот период происходит осознание того, как мало человек реализовал свои способности, как много времени и сил потрачено и как мало всего достигнуто.
Понятие «кризис середины жизни» было введено Левинсоном. Это кризис 40-45 лет. «Переход к зрелости (около 40 лет) представляет собой ярко выраженный нормативный кризис, в основе которого лежит осознание утраты молодости и неизбежности конца». Данный возрастной период ещё называют мотивационным кризисом. В периодизации развития, введенной Левинсоном, этот этап называется переход середины жизни. Левинсон заметил, что у мужчин в 40-45 лет происходит ещё одно переосмысление жизненных ценностей, когда обнаруживается, что юношеские мечты так и не осуществились. Эти же закономерности распространились и на женскую выборку. Эта переоценка ценностей происходит в контексте трёх связанных между собой миров: личного мира, мира семьи и профессионального мира. Характеризуется принятием «смерти молодости», физическим угасанием, открытием и исследованием возможностей.

### Нормативные кризисы в исследованиях Г. Шихи
Американская исследовательница Г. Шихи вдохновилась идеями Левинсона. Применив автобиографический метод в своих исследованиях, Шихи во многом получила подтверждение данным, полученным в исследованиях Левинсона.
Г. Шихи выделяет следующие периоды и кризисы взрослости.:
1. Кризис «отрывания от родительских корней» (20 — 22 года) — переход к ранней взрослости. Основными задачами данного периода являются: осознание жизненных планов, выработка индивидуальности, поиск себя, выбор супруга и создание собственной семьи, специализация и приобретение профессионального мастерства, окончательное осознание себя как взрослого человека.
2. Около 30 лет — переход к средней взрослости. Это период наивысшей работоспособности. Это время нормативного кризиса взрослости, который связан с беспокойством по поводу желаемого и наличного. Кризис связан с коррекцией жизненного плана, созданием более рациональной жизненной структуры. Человек переоценивает прежние выборы.
3. Период после 30 лет — «корни и расширение». Данный период связан с решением материальных проблем, продвижением по служебной лестнице, расширением социальных связей.
4. Кризис середины жизни, или кризис 40 — летия. Одной из основных характеристик данного кризиса являются разлад внутреннего мира — изменение отношения к тому, что раньше для человека казалось важным. Также на данном этапе происходит острое переживание от осознания утраты молодости.

Левинсон утверждал, что модели переживания критических периодов женщин и мужчин одинаковы. Г. Шихи показала специфику возрастных кризисов женщин в отличие от мужчин. Также Г. Шихи утверждала, что стадии жизненного пути у женщин в большей мере связаны с событиями семейной жизни: заключением брака, появлением детей.

### Нормативный кризис зрелости
Развернутое описание кризиса зрелости даёт Б. Ливехуд. Он отмечает, что примерно в возрасте 56 лет в жизни человека проносится новая гроза. Найденные ценности, как правило, не подвергаются сомнению, но становится ясно, что они ещё по-настоящему не усвоены. Если честно спросить себя, что из результатов своей жизни можно взять с собой, проходя врата смерти, то отпадает многое из того, что связано со знаниями, положением и опытом. 

## Понимание кризиса в эпигенетической теории Э.Эриксона
Развитие (по Э. Эриксону) — процесс преодоления закономерно возникающих на каждой возрастной стадии психосоциальных кризисов. Э. Эриксон вводит понятие кризис идентичности. Сутью кризиса является выбор между альтернативными путями развития. В зависимости от выбора пути, личностное развитие приобретает либо положительную, либо отрицательную направленность. Отрицательная направленность является препятствием для формирования личностной идентичности. Периодизация Э. Эриксона включает в себя 8 последовательных стадий. Каждая стадия характеризуется кризисом.
Стадии развития идентичности по Э. Эриксону:
1. С первым кризисом человек сталкивается на первом году своей жизни. Главный вопрос, который встаёт перед ребёнком: доверять ли этому миру или нет? Самое важное, что должно произойти на первой ступени — это возникновение доверия ребёнка к миру. Оно возникает при присутствии рядом матери, или заменяющего её взрослого, который активно взаимодействует с ребёнком.
2. Автономия или стыд и сомнение. От года до трех лет человек проходит следующую стадию развития, суть которой состоит в становлении личной независимости и противостоянии воспитанию взрослых. Ребёнок начинает ходить, он понимает, что в какой-то степени стал автономен, поэтому здесь ему важно отстоять свою независимость. Он стремится пользоваться обретенными навыками (самостоятельно одеваться, причесываться и так далее), настойчиво усовершенствуя свое мастерство. Дети, самостоятельность которых поощрялась, имеют больше уверенности в себе. Жёсткая критика воспитывает в ребёнке чувство сомнения и вины, неуверенность в себе.
3. Инициатива или вина. (3-6 лет). Это период активного взаимодействия с детьми, исследования своих межличностных навыков и самоорганизации. В жизни ребёнка появляются сверстники, происходит распределение ролей. Дети учатся проявлять инициативу и действовать в социуме. Если ребёнку на данном возрастном этапе удаётся проявить свои организаторские способности, то это способствует дальнейшему гармоничному развитию идентичности. Если же ребёнок подвергается критике, его одергивают, останавливают, то у ребёнка возникает чувство вины. Ощущение вины нарушает процесс взаимодействия с другими.
4. Самодостаточность против неуверенности в себе (6-12 лет). В течение данного периода ребёнок учится учиться. Это связано с началом школьной жизни. Источник формирования самодостаточности теперь не родители, а учителя и товарищи. Поощрение, поддержка инициативы, способствуют развитию уверенности в себе и своих силах. Осуждение инициативы или чрезмерная критика со стороны окружающих провоцирует появление закомплексованности, неуверенности в себе. Возникшее на этой почве чувство собственной неполноценности может привести к нежеланию учиться и получать новые знания.
5. Эго-идентичность или смешение идентичности (12-19 лет). На данном этапе приоритетом является построение дальнейшего обучения, карьеры и личной жизни. Следовательно, возникают вопросы: кто я? Чего я хочу? Эти и другие вопросы, вызывающие психологический кризис, в результате приводят к определению своих профессиональной и половой ролей. Если человек не сможет идентифицировать себя, то произойдёт путаница или смешение ролей.
6. Интимность или изоляция (20-25 лет). На данной возрастной стадии развивается умение любить, жертвовать, отдавать, строить близкие отношения. Если же человек долго избегает этих отношений, то есть риск привыкнуть к постоянному внутреннему одиночеству и изолироваться от внешнего мира.
7. Зрелость (26-64 года). Кризис: Продуктивность или застой. Этот возрастной период — время создания семьи, принятие на себя роли родителя, построение и развитие карьеры. От уровня реализации себя в этих жизненных сферах зависит то, насколько успешным будет чувствовать себя человек на протяжении всей жизни. Если поставленные ранее цели не достигнуты, то путь к совершенствованию может остановиться. Чувство собственной непродуктивности тормозит дальнейший ход развития.
8. Старость. Кризис: эго-центрация или отчаяние. В возрасте старше 65 лет происходит анализ прожитой жизни. В это время человеку хочется увидеть плоды своих трудов и стараний, осознав себя успешным. Если человек понимает, что прошлое прожито непродуктивно, то наступает отчаяние. Если кризис идентичности на этой стадии пройдет гладко, человек, обретя мудрость, посмотрит в прошлое с чувством смирения, благодарности, полноты. Это позволит без страха приближаться к старости и окончанию жизни.